# 2004-es Superbike-világbajnokság
A 2004-es Superbike-világbajnokság volt a tizenhetedik szezon a sportág történetében. A február 29-én kezdődő és október 3-án végződő bajnokságot a brit James Toseland nyerte.

## Versenynaptár
|    | Dátum          | Helyszín           | Versenypálya   | 1. verseny győztese | 2. verseny győztese | Beszámoló |
| -- | -------------- | ------------------ | -------------- | ------------------- | ------------------- | --------- |
| 1  | Február 29.    | Spanyolország      | Valencia       | James Toseland      | Noriyuki Haga       | Report    |
| 2  | Március 28.    | Ausztrália         | Phillip Island | Régis Laconi        | Garry McCoy         | Report    |
| 3  | Április 18.    | San Marino         | Misano         | Régis Laconi        | Pierfrancesco Chili | Report    |
| 4  | Május 16.      | Olaszország        | Monza          | Régis Laconi        | Régis Laconi        | Report    |
| 5  | Május 30.      | Németország        | Oschersleben   | Noriyuki Haga       | Régis Laconi        | Report    |
| 6  | Június 13.     | Egyesült Királyság | Silverstone    | Noriyuki Haga       | Chris Vermeulen     | Report    |
| 7  | Július 11.     | USA                | Laguna Seca    | Chris Vermeulen     | Chris Vermeulen     | Report    |
| 8  | Augusztus 1.   | Egyesült Királyság | Brands Hatch   | Noriyuki Haga       | Noriyuki Haga       | Report    |
| 9  | Szeptember 5.  | Hollandia          | Assen          | James Toseland      | Chris Vermeulen     | Report    |
| 10 | Szeptember 26. | Olaszország        | Imola          | Régis Laconi        | Régis Laconi        | Report    |
| 11 | Október 3.     | Franciaország      | Magny-Cours    | James Toseland      | Noriyuki Haga       | Report    |

## Végeredmény

### Versenyző
| 1  | James Toseland       | Ducati 999 F04    | Ducati Fila                    | 336 |
| 2  | Régis Laconi         | Ducati 999 F04    | Ducati Fila                    | 327 |
| 3  | Noriyuki Haga        | Ducati 999 RS     | Renegade Ducati Koji           | 299 |
| 4  | Chris Vermeulen      | Honda CBR 1000RR  | Ten Kate Honda                 | 282 |
| 5  | Pierfrancesco Chili  | Ducati 998 RS     | PSG - 1 Corse                  | 243 |
| 6  | Garry McCoy          | Ducati 999 RS     | Xerox - Ducati Nortel Networks | 199 |
| 7  | Steve Martin         | Ducati 999 RS     | D.F.Xtreme Sterilgarda         | 181 |
| 8  | Leon Haslam          | Ducati 999 RS     | Renegade Ducati Koji           | 169 |
| 9  | Troy Corser          | Petronas FP1      | Foggy Petronas Racing          | 146 |
| 10 | Marco Borciani       | Ducati 999 RS     | D.F.Xtreme Sterilgarda         | 130 |
| 11 | Chris Walker         | Petronas FP1      | Foggy Petronas Racing          | 128 |
| 12 | Ivan Clementi        | Kawasaki ZX-10R   | Kawasaki Bertocchi             | 85  |
| 13 | Mauro Sanchini       | Kawasaki ZX-10R   | Kawasaki Bertocchi             | 79  |
| 14 | Gianluca Nannelli    | Ducati 998 RS     | Pedercini                      | 72  |
| 15 | Piergiorgio Bontempi | Suzuki GSX-R 1000 | Zongshen                       | 52  |
| 16 | Lucio Pedercini      | Ducati 998 RS     | Pedercini                      | 41  |
| 17 | Sergio Fuertes       | Suzuki GSX-R 1000 | MIR Racing                     | 35  |
| 18 | Sébastien Gimbert    | Yamaha YZF-R1     | Yamaha France                  | 33  |
| 19 | James Ellison        | Yamaha YZF-R1     | Jentin Racing                  | 30  |
| 20 | Warwick Nowland      | Suzuki GSX-R 1000 | Zongshen                       | 27  |

| 21 | Giovanni Bussei      | Ducati 998 RS     | DeCecco Racing                 | 24 |
| 22 | Alessio Velini       | Yamaha YZF-R1     | UnionBike GiMotorsport         | 20 |
| 23 | Horst Saiger         | Yamaha YZF-R1     | Life Haus RT                   | 17 |
| 24 | Craig Coxhell        | Honda             | Vitrans Honda                  | 16 |
| 25 | Jiri Mrkyvka         | Ducati 998 RS     | JM SBK                         | 13 |
| 26 | Luca Pini            | Suzuki GSX-R 1000 | Boselli Racing                 | 12 |
|    | Stephane Duterne     | Kawasaki ZX-10R   | Zongshen                       | 11 |
| 28 | Andreas Meklau       | Suzuki GSX-R 1000 | Yoshimura Schäfer Motorsport   | 9  |
| 29 | Jürgen Oelschläger   | Honda CBR 1000RR  | Alpha Technik                  | 8  |
|    | Miguel Praia         | Ducati 999 RS     | Xerox - Ducati Nortel Networks | 8  |
| 31 | Giancarlo De Matteis | Ducati 999 RS     | Xerox - Ducati Nortel Networks | 4  |
|    | Pawel Szkopek        | Suzuki GSX-R 1000 | Szkopek Agip RT                | 4  |
|    | Ivan Sala            | Suzuki GSX-R 1000 | Team Anyway Fidoweb            | 4  |
| 34 | Stefano Cruciani     | Kawasaki ZX-10R   | Kawasaki Bertocchi             | 3  |
|    | Doriano Romboni      | Yamaha YZF-R1     | Giesse Racing Team             | 3  |
|    | Gianmaria Liverani   | Ducati 998 RS     | Caron Dream                    | 3  |
| 37 | Carl Berthelsen      | Suzuki GSX-R 1000 | Suzuki Nederland               | 2  |
| 38 | Berto Camlek         | Yamaha YZF-R1     | Inoterm Racing Team            | 1  |
|    | Robert Menzen        | Suzuki GSX-R 1000 | Robert Menzen Racing           | 1  |

### Gyártó
| 1 | Ducati       | 530 |
| 2 | Honda        | 289 |
| 3 | Petronas FP1 | 200 |
| 4 | Kawasaki     | 129 |
| 5 | Suzuki       | 101 |
| 6 | Yamaha       | 89  |